# Chile nos Jogos Pan-Americanos de 2015
O Chile competiu nos Jogos Pan-Americanos de 2015 em Toronto de 10 a 26 de julho de 2015. O país competiu em 34 esportes com 306 atletas e conquistou cinco medalhas de ouro.